# Lega Basket Serie A 2003-04
La Serie A 2003-04, conocida por motivos de patrocinio como Serie A TIM fue la edición número 82 de la Lega Basket Serie A, la máxima competición de baloncesto de Italia. La temporada regular comenzó el 5 de octubre de 2003. Los ocho mejor clasificados accederían a los playoffs, mientras que el Coop Nordest Trieste y el Sicilia Messina descenderían a la Legadue.
El campeón sería por primera vez en su historia el Montepaschi Siena tras derrotar al Skipper Bologna en tres partidos.

## Temporada regular

### Clasificación
|  | Pos. | Equipo                  | PT | J  | G  | P  | PF   | PC   |
|  | ---- | ----------------------- | -- | -- | -- | -- | ---- | ---- |
|  | 1.   | Montepaschi Siena       | 52 | 34 | 26 | 8  | 3014 | 2746 |
|  | 2.   | Skipper Bologna         | 50 | 34 | 25 | 9  | 2947 | 2730 |
|  | 3.   | Benetton Treviso        | 50 | 34 | 25 | 9  | 2943 | 2640 |
|  | 4.   | Scavolini Pesaro        | 46 | 34 | 23 | 11 | 2918 | 2761 |
|  | 5.   | Pompea Napoli           | 44 | 34 | 22 | 12 | 2858 | 2808 |
|  | 6.   | Oregon Scientific Cantù | 40 | 34 | 20 | 14 | 2835 | 2816 |
|  | 7.   | Lottomatica Roma        | 38 | 34 | 19 | 15 | 2712 | 2653 |
|  | 8.   | Metis Varese            | 36 | 34 | 18 | 16 | 2906 | 2905 |
|  | 9.   | Tris Reggio Calabria    | 32 | 34 | 16 | 18 | 2733 | 2734 |
|  | 10.  | Breil Milano            | 30 | 34 | 15 | 19 | 2744 | 2737 |
|  | 11.  | Lauretana Biella        | 30 | 34 | 15 | 19 | 2756 | 2759 |
|  | 12.  | Snaidero Udine          | 30 | 34 | 15 | 19 | 2850 | 2881 |
|  | 13.  | Euro Roseto             | 28 | 34 | 14 | 20 | 2841 | 2944 |
|  | 14.  | Teramo Basket           | 26 | 34 | 13 | 21 | 3098 | 3157 |
|  | 15.  | Mabo Livorno            | 22 | 34 | 11 | 23 | 2765 | 2984 |
|  | 16.  | Air Avellino            | 22 | 34 | 11 | 23 | 2834 | 2919 |
|  | 17.  | Coop Nordest Trieste    | 20 | 34 | 10 | 24 | 2518 | 2842 |
|  | 18.  | Sicilia Messina         | 16 | 34 | 8  | 26 | 2768 | 3024 |

Leyenda:
      Campeón de Italia.
      Accede al playoff por el título.
      Desciende a Serie A2
  Vencedor del campeonato italiano
  Vencedor de la Supercopa de Italia
  Vencedor de la Copa de Italia

## Playoffs
|  | Cuartos de final | Cuartos de final        | Cuartos de final | Cuartos de final | Cuartos de final | Cuartos de final | Cuartos de final |                   |    | Semifinales | Semifinales | Semifinales | Semifinales | Semifinales |  |   | Final             | Final | Final | Final | Final |  |
|  |                  |                         |                  |                  |                  |                  |                  |                   |    |             |             |             |             |             |  |   |                   |       |       |       |       |  |
|  |                  |                         |                  |                  |                  |                  |                  |                   |    |             |             |             |             |             |  |   |                   |       |       |       |       |  |
|  | 1                | Montepaschi Siena       | 107              | 87               | 103              |                  |                  |                   |    |             |             |             |             |             |  |   |                   |       |       |       |       |  |
|  | 1                | Montepaschi Siena       | 107              | 87               | 103              |                  |                  |                   |    |             |             |             |             |             |  |   |                   |       |       |       |       |  |
|  | 8                | Metis Varese            | 77               | 75               | 76               |                  |                  |                   |    |             |             |             |             |             |  |   |                   |       |       |       |       |  |
|  | 8                | Metis Varese            | 77               | 75               | 76               |                  | 1                | Montepaschi Siena | 94 | 96          | 100         |             |             |             |  |   |                   |       |       |       |       |  |
|  |                  |                         |                  |                  |                  |                  |                  | Montepaschi Siena | 94 | 96          | 100         |             |             |             |  |   |                   |       |       |       |       |  |
|  |                  |                         | 4                | Scavolini Pesaro | 67               | 89               | 69               |                   |    |             |             |             |             |             |  |   |                   |       |       |       |       |  |
|  | 4                | Scavolini Pesaro        | 4                | Scavolini Pesaro | 67               | 89               | 69               | 87                | 77 | 79          | 78          | 86          |             |             |  |   |                   |       |       |       |       |  |
|  | 4                | Scavolini Pesaro        |                  |                  |                  |                  |                  |                   |    | 79          | 78          | 86          |             |             |  |   |                   |       |       |       |       |  |
|  | 5                | Pompea Napoli           | 63               | 92               | 72               | 86               | 75               |                   |    |             |             |             |             |             |  |   |                   |       |       |       |       |  |
|  | 5                | Pompea Napoli           | 63               | 92               | 72               | 86               | 75               |                   |    |             |             |             |             |             |  | 1 | Montepaschi Siena | 80    | 75    | 92    |       |  |
|  |                  |                         |                  |                  |                  |                  |                  |                   |    |             |             |             |             |             |  | 1 | Montepaschi Siena | 80    | 75    | 92    |       |  |
|  |                  |                         | 2                | Skipper Bologna  | 70               | 68               | 63               |                   |    |             |             |             |             |             |  |   |                   |       |       |       |       |  |
|  | 3                | Benetton Treviso        | 2                | Skipper Bologna  | 70               | 68               | 63               | 96                | 70 | 97          |             |             |             |             |  |   |                   |       |       |       |       |  |
|  | 3                | Benetton Treviso        |                  |                  |                  |                  |                  |                   |    | 97          |             |             |             |             |  |   |                   |       |       |       |       |  |
|  | 6                | Oregon Scientific Cantù | 76               | 62               | 60               |                  |                  |                   |    |             |             |             |             |             |  |   |                   |       |       |       |       |  |
|  | 6                | Oregon Scientific Cantù | 76               | 62               | 60               |                  | 3                | Benetton Treviso  | 87 | 77          | 75          |             |             |             |  |   |                   |       |       |       |       |  |
|  |                  |                         |                  |                  |                  |                  |                  | Benetton Treviso  | 87 | 77          | 75          |             |             |             |  |   |                   |       |       |       |       |  |
|  |                  |                         | 2                | Skipper Bologna  |                  | 84               | 96               |                   |    |             |             |             |             |             |  |   |                   |       |       |       |       |  |
|  | 2                | Skipper Bologna         | 2                | Skipper Bologna  | 88               | 84               | 96               | 75                | 93 |             |             |             |             |             |  |   |                   |       |       |       |       |  |
|  | 2                | Skipper Bologna         |                  |                  |                  |                  |                  |                   |    |             |             |             |             |             |  |   |                   |       |       |       |       |  |
|  | 7                | Lottomatica Roma        | 84               | 73               | 86               |                  |                  |                   |    |             |             |             |             |             |  |   |                   |       |       |       |       |  |
|  | 7                | Lottomatica Roma        | 84               | 73               | 86               |                  |                  |                   |    |             |             |             |             |             |  |   |                   |       |       |       |       |  |
|  |                  |                         |                  |                  |                  |                  |                  |                   |    |             |             |             |             |             |  |   |                   |       |       |       |       |  |

## Estadísticas individuales
| Rank | Nombre         | Equipo           | PPP  |
| ---- | -------------- | ---------------- | ---- |
| 1.   | Charlie Bell   | Mabo Livorno     | 25.5 |
| 2.   | Mario Boni     | Teramo Basket    | 23.8 |
| 3.   | Alphonso Ford  | Scavolini Pesaro | 23.5 |
| 4.   | Mike Penberthy | Pompea Napoli    | 21.3 |
| 5.   | Carlton Myers  | Lottomatica Roma | 20.2 |

| Rank | Nombre             | Equipo           | APP |
| ---- | ------------------ | ---------------- | --- |
| 1.   | Leonardo Busca     | Sicilia Messina  | 4.9 |
| 2.   | Gianmarco Pozzecco | Skipper Bologna  | 4.2 |
| 3.   | Tyus Edney         | Benetton Treviso | 3.8 |
| 4.   | Robert Fultz       | Skipper Bologna  | 3.6 |
| 5.   | Fabio Di Bella     | Lauretana Biella | 3.5 |

| Rank | Nombre         | Equipo          | RPP |
| ---- | -------------- | --------------- | --- |
| 1.   | K'zell Wesson  | Euro Roseto     | 9.5 |
| 2.   | Matt Bonner    | Sicilia Messina | 9.3 |
| 3.   | Tyrone Grant   | Teramo Basket   | 8.2 |
| 4.   | Marquis Estill | Sicilia Messina | 7.8 |
| 5.   | Brooks Sales   | Teramo Basket   | 7.5 |

| Rank | Nombre           | Equipo               | RPP |
| ---- | ---------------- | -------------------- | --- |
| 1.   | Nate Green       | Air Avellino         | 3.9 |
| 2.   | Alvin Sims       | Coop Nordest Trieste | 3.5 |
| 3.   | Jerry McCullough | Metis Varese         | 3.0 |
| 4.   | Hugo Sconochini  | Breil Milano         | 3.0 |
| 5.   | Fabio Di Bella   | Lauretana Biella     | 2.7 |

| Rank | Nombre             | Equipo               | TPP |
| ---- | ------------------ | -------------------- | --- |
| 1.   | Benjamin Eze       | Tris Reggio Calabria | 1.5 |
| 2.   | Bud Eley           | Scavolini Pesaro     | 1.3 |
| 3.   | Alessandro Tonolli | Lottomatica Roma     | 1.1 |
| 4.   | Michele Maggioli   | Air Avellino         | 1.0 |
| 5.   | Marquis Estill     | Sicilia Messina      | 1.0 |

| Rank | Nombre          | Equipo           | VPP  |
| ---- | --------------- | ---------------- | ---- |
| 1.   | Tyrone Grant    | Teramo Basket    | 24.5 |
| 2.   | Matt Bonner     | Sicilia Messina  | 22.8 |
| 3.   | Tyus Edney      | Benetton Treviso | 22.5 |
| 4.   | Alphonso Ford   | Scavolini Pesaro | 21.8 |
| 5.   | Jorge Garbajosa | Benetton Treviso | 19.9 |